# Sunohara-sō no Kanrinin-san
Sunohara-sō no Kanrinin-san (Nhật: すのはら荘の管理人さん Hepburn: Sunohara-sō no Kanrinin-san, dịch: Chị quản lý của Sunohara-sō) là một  sêri manga yonkoma hài lãng mạn do Nekoume sáng tác. Bộ truyện theo chân Shiina Aki, một cậu bé muốn khẳng định mình là một người đàn ông sau khi bị trêu chọc vì vẻ ngoài cậu giống con gái, chuyển đến nhà trọ Sunohara-sou ở Tokyo để ghi danh vào một trường mới. Cậu phải lòng Ayaka, quản lý của Sunohara-sou, và thường xuyên bị cô và những người cùng sống ở đó trêu chọc. Bộ truyện được đăng theo kỳ trong tạp chí seinen manga Manga 4-Koma Palette của Ichijinsha từ năm 2014, và bộ truyện cũng được làm thành sáu tập tankōbon. Một audio drama được phát hành vào ngày 22 tháng 7 năm 2016, và một anime truyền hình dài tập được chuyển thể bởi Silver Link được phát sóng từ ngày 5 tháng 7 đến ngày 20 tháng 9 năm 2018.

## Tóm tắt
Bộ truyện kể về Shiina Aki, một cậu bé nhút nhát, có vẻ ngoài nữ tính nên cậu thường bị nhầm là con gái. Trước khi cậu đăng ký vào trường sơ trung Tanamachi, cậu chuyển đến nhà trọ Sunohara-sou ở Tokyo, được điều hành bởi người quản lí Sunohara Ayaka, người mà sau đó cậu phải lòng. Những người khác sống ở Sunohara-sou là ba cô gái đến từ hội học sinh trường Tanamachi: Yukimoto Yuzu, Yamanashi Sumire, và Kazami Yuri. Mặc dù cậu chuyển đến Tokyo vì cậu bị trêu chọc vì vẻ ngoài nữ tính và cậu muốn khẳng định lại mình là một người đàn ông, nhưng cậu vẫn bị nhận nhầm là con gái, và Ayaka và những người khác thường xuyên trêu cậu và bắt cậu mặc đồ con gái.

### Nhân vật
Shiina Aki (椎名 亜樹)
Lồng tiếng bởi: Eri Kitamura (tiếng Nhật), Haleigh Todd (tiếng Anh)
Một cậu bé nhút nhát chuyển vào Sunohara-sou, cậu phải lòng Ayaka.
Sunohara Ayaka (春原 彩花)
Lồng tiếng bởi: Rina Sato (tiếng Nhật), Sara Ragsdale (tiếng Anh)
Quản lý của Sunohara-sou, cô đối xử Aki như một đứa trẻ
Sunohara Nana (春原 菜々)
Lồng tiếng bởi: Ayane Sakura (tiếng Nhật), Sarah Wiedenheft (tiếng Anh)
Nana là em gái Ayaka, cô là gyaru.
Yukimoto Yuzu (雪本 柚子)
Lồng tiếng bởi: Natsumi Takamori (tiếng Nhật), Lara Woodhull (tiếng Anh)
Yuzu là chủ tịch hội học sinh và là một cô gái quyết đoán, cô đeo một lọn tóc búi cao sang trọng trên đầu vì cô bất an về chiều cao của mình.
Sumire Yamanashi (月見里 菫)
Lồng tiếng bởi: Asami Seto (tiếng Nhật), Amber Lee Connors (tiếng Anh)
Sumire là phó chủ tịch hội học sinh, một cô gái cao, cô phải lòng Yuzu.
Kazami Yuri (風見 ゆり)
Lồng tiếng bởi: Yume Miyamoto (tiếng Nhật), Kaitlin Moon-Jones (tiếng Anh)
Yuri là thư ký hội học sinh và là bạn thời thơ ấu của Yuzu, cô muốn Aki mặc trang phụ con gái vì vẻ ngoài nữ tính của cậu.
Nishiki Yatsuho ()
Lồng tiếng bởi: Shizuka Ito (tiếng Nhật), Mallorie Rodak (tiếng Anh)
Nishiki là quản lí một cửa hàng rượu và là bạn thân của Ayaka.
Shiina Matsuri (椎名 茉莉)
Lồng tiếng bởi: Ai Kayano (tiếng Nhật), Hayden Daviau (tiếng Anh)
Matsuri là chị gái của Aki, cô coi cậu như em gái chứ không phải em trai.
Osonoi Maiko (小薗井 舞子)
Lồng tiếng bởi: Megumi Nakajima (tiếng Nhật), Emily Fajardo (tiếng Anh)
Maiko là một trong những bạn học của Nana, cô thường quan tâm đến những cậu nhóc trẻ tuổi.
Uchifuji Mea (内藤苺愛)
Lồng tiếng bởi: Juri Nagatsuma (tiếng Nhật), Heather Walker (tiếng Anh)
Mea là một trong những bạn học của Nana, cô được mô tả là một cô gái "biến thái" quan tâm đến những cậu nhóc trẻ tuổi.

## Truyền thông

### Manga
Sunohara-sō no Kanrinin-san được viết và minh họa bởi Nekoume, và được đăng theo kỳ yonkoma manga bởi Ichijinsha trong tạp chí seinen manga Manga 4-Koma Palette của họ từ năm 2014. Bộ truyện tranh gồm ba tập tankōbon ở Nhật Bản, thứ hai trong đó bao gồm một audio chính kịch.

#### Các tập truyện
| # | Ngày phát hành tiếng Nhật | ISBN tiếng Nhật   |
| - | ------------------------- | ----------------- |
| 1 | 22 tháng 6, 2015          | 978-4-7580-8238-9 |
| 2 | 22 tháng 7, 2016          | 978-4-7580-8268-6 |
| 3 | 22 tháng 11, 2017         | 978-4-7580-8299-0 |
| 4 | 21 tháng 9, 2018          | 978-4-7580-8314-0 |
| 5 | 23 tháng 10, 2019         | 978-4-7580-8335-5 |
| 6 | 22 tháng 10, 2020         | 978-4-7580-8354-6 |

### Anime

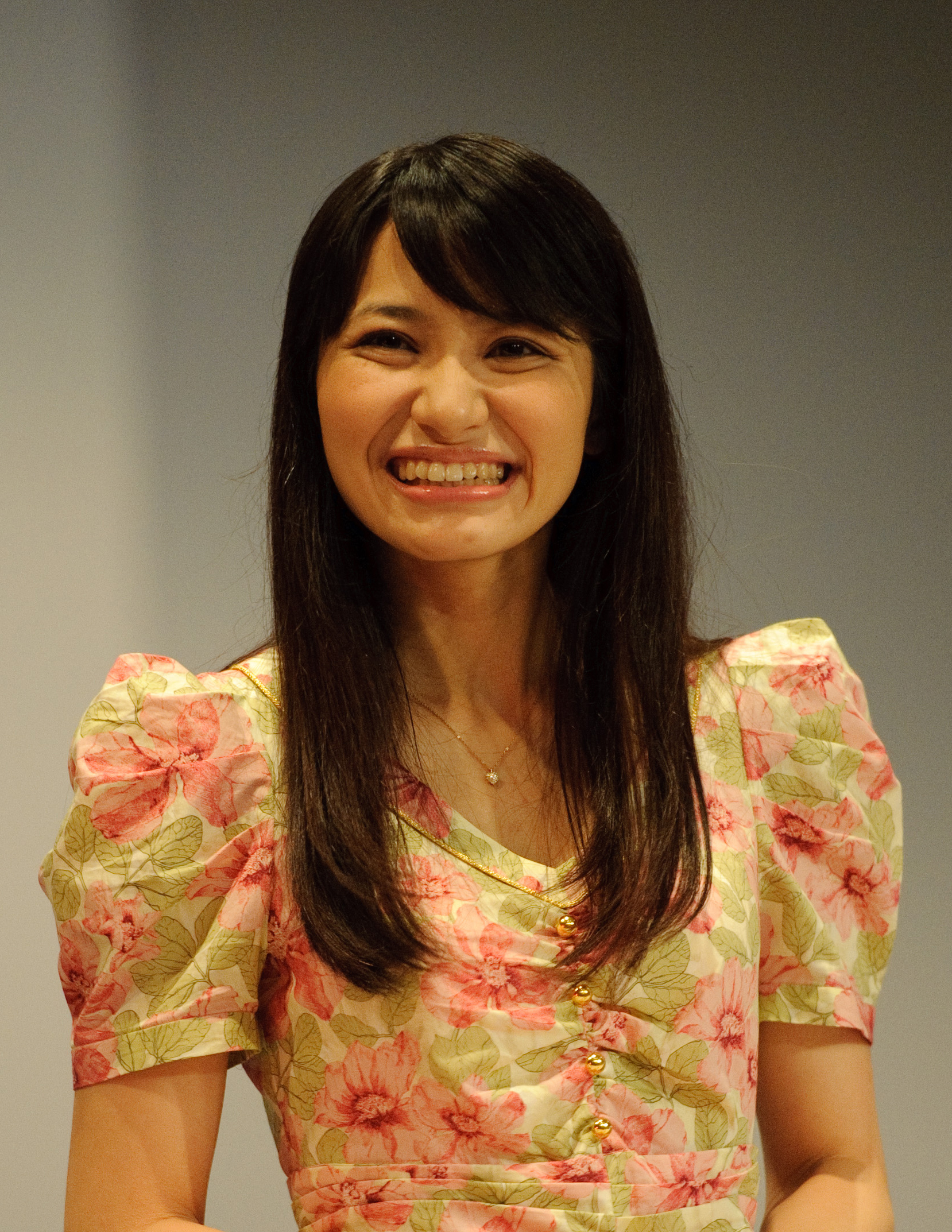
Bài hát chủ đề mở đầu được thực hiện bởi Megumi Nakajima.

Một anime truyền hình dài tập được chuyển thể và sản xuất bởi Silver Link, và được đạo diễn bởi Mirai Minato, với Shin Ōnuma làm giám đốc, Fumihiko Shimo phụ trách sáng tác, và Kazuya Hirata thiết kế nhân vật. Âm nhạc được sáng tác bởi Ruka Kawada tại FlyingDog. Bộ phim được phát sóng từ ngày 5 tháng 7 đến ngày 20 tháng 9 năm 2018 trên AT-X, Tokyo MX, và BS11, và được lên kế hoạch phát sóng trong 12 tập. Bài hát mở đầu là "Bitter Sweet Harmony" do Megumi Nakajima trình bày, và bài hát chủ đề kết thúc là "Sonna no Boku Ja Nai" (そんなの僕じゃない。 "Tớ không phải loại người ấy") do Shino Shimoji trình bày. Diễn viên lồng tiếng từ bộ phim âm thanh đã lồng tiếng lại vai của họ.
Bộ anime được công bố trong một video quảng cáo cho tập manga thứ ba vào tháng 11 năm 2017, và một sự kiện đã được tổ chức để quảng bá nó vào tháng 6 năm 2018, trước khi ra mắt seri, nơi chương trình nhận được phản ứng tích cực tại Kanda Shrine ở Tokyo; một quán cà phê theo chủ đề cũng được tổ chức từ tháng 6 đến tháng 7. Một nhân vật kích thước thật của Ayaka cũng được tạo ra để quảng bá cho chương trình; thiết kế đã được chọn thông qua cuộc thăm dò Twitter dành cho người hâm mộ của bộ truyện, giữa hai bức vẽ của Nekoume, và con số này lần đầu tiên được trưng bày tại sự kiện Kanda Shrine.
Bộ phim đã được phát hành trên bốn tập DVD và Blu-ray ở Nhật từ 28 tháng 9 đến 21 tháng 12 năm 2018, với ba tập phim cho mỗi tập; ngoài ra họ cũng phát hành phiên bản giới hạn, trong đó bao gồm số liệu acrylic của các nhân vật trong sêri. Chủ đề kết thúc được phát hành dưới dạng đĩa đơn vào ngày 1 tháng 8, 2018.
Funimation mua lại bộ truyện, với bản lồng tiếng Anh phát sóng hàng tuần trên trang web của họ bắt đầu từ ngày 25 tháng 7 năm 2019.

#### Danh sách tập phim
| Số tập | Tựa đề                                                       | Ngày phát sóng gốc  |
| ------ | ------------------------------------------------------------ | ------------------- |
| 1      | "Harukaze joukyo kanrinin-san" (はるかぜ上京 管理人さん)     | 5 tháng 7 năm 2018  |
| 2      | "Tokkun choki choki kowai mono" (特訓 ちょきちょき 怖いもの) | 12 tháng 7 năm 2018 |
| 3      | "Senpai o kigae otokonoko" (先輩 お着替え おとこのこ)        | 19 tháng 7 năm 2018 |
| 4      | "Tsuyuiri Kekkon Hizamakura" (梅雨いり けっこん 膝枕)        | 26 tháng 7 năm 2018 |
| 5      | "Suika Sensei Yopparai" (西瓜 せんせー 酔っぱらい)           | 2 tháng 8 năm 2018  |
| 6      | "Jieke Mizugi Natsuyasumi" (じぇーけー 水着 夏休み)          | 9 tháng 8 năm 2018  |
| 7      | "Obake Shukudai Massāji" (お化け 宿題 まっさーじ)            | 16 tháng 8 năm 2018 |
| 8      | "Mimikaki Maigo Uchiagehanabi" (みみかき 迷子 打ち上げ花火)  | 23 tháng 8 năm 2018 |
| 9      | "Yaki imo Kanbyō Kanban musume" (やきいも 看病 看板むすめ)   | 30 tháng 8 năm 2018 |
| 10     | "Kasō Pengin Ane-gokko" (仮装 ぺんぎん 姉ごっこ)             | 6 tháng 9 năm 2018  |
| 11     | "Shūrai Betaamai Omotenashi" (襲来 べた甘 おもてなし)        | 13 tháng 9 năm 2018 |
| 12     | "Kotatsu Nenmatsu Santa-san" (こたつ 年末 サンタさん)        | 20 tháng 9 năm 2018 |

## Đón nhận
Đến tháng 5 năm 2018, bộ manga đã bán được tổng cộng 350.000 bản in.